# Romania (nume)
Romania este o denumire convențională dată de lingviști și istorici teritoriului pe care sunt răspândite limbile și popoarele romanice.
Denumirea datează încă de la sfârșitul Antichității, când prin Romania se înțelegea, în opoziție cu Barbaria, un teritoriu stăpânit de romani sau, mai târziu, locuit de o populație romanizată. În această notă, Romania este și denumirea Imperiului Roman de Răsărit.